# Goździeniowiec żółtobrązowawy
Goździeniowiec żółtobrązowawy (Clavulinopsis luticola (Lasch) Corner) – gatunek grzybów z rodziny goździeńcowatych (Clavariaceae).

## Systematyka i nazewnictwo
Pozycja w klasyfikacji według Index Fungorum: Clavulinopsis, Clavariaceae, Agaricales, Agaricomycetidae, Agaricomycetes, Agaricomycotina, Basidiomycota, Fungi.
Po raz pierwszy opisał go w 1873 r. Wilhelm Gottlob Lasch, nadając mu nazwę Clavaria luticola. Obecną, uznaną przez Index Fungorum nazwę, nadał mu w 1950 r. Edred John Henry Corner, przenosząc go do rodzaju Clavulinopsis. Polską nazwę zaproponował Władysław Wojewoda w 2003 r.

## Występowanie i siedlisko
Naziemny grzyb saprotroficzny występujący w lasach. W Polsce do 2003 roku jedyne stanowisko podano w 1904 r. w Elblągu. Według W. Wojewody jest to gatunek w Polsce wymarły.